# Cimetidina
La cimetidina és un antagonista dels receptors H₂ que inhibeix la producció d'àcid a l'estómac. És molt usat en el tractament de l'acidesa estomacal i les úlceres pèptiques. Era comercialitzat, a l'estat espanyol, per GlaxoSmithKline sota el nom comercial de Tagamet®.